# CSA Steaua București (handebol)
CSA Steaua Alexandrion București é um clube de handebol de Bucareste, Romênia. O clube foi fundado em 1949, competindo inicialmente na liga local. ganhou por duas oportunidades o campeonato europeu.

## Títulos

### EHF
- Campeão: 1968, 1977

### Liga Nationala
- Campeão (28): 1963, 1967, 1968, 1969, 1970, 1971, 1972, 1973, 1974, 1975, 1976, 1977, 1979, 1980, 1981, 1982, 1983, 1984, 1985, 1987, 1988, 1989, 1990, 1994, 1996, 2000, 2001, 2008

### Copa Nacional
- 1981, 1985, 1990, 1997, 2000, 2001, 2007, 2008, 2009

## Ligações Externas
- Sítio Oficial
- página na EHF